# Peter Rzehak
Peter Rzehak (Brixlegg, 8 febbraio 1970) è un ex sciatore alpino austriaco specialista delle prove veloci.

## Biografia
Rzehak, nato a Brixlegg e originario di Maurach di Eben am Achensee, ottenne i primi risultati di rilievo della carriera nel 1988: ai Mondiali juniores di quell'anno vinse infatti due medaglie di bronzo, nella discesa libera e nel supergigante. In Coppa del Mondo ottenne il primo piazzamento di rilievo l'11 gennaio 1990 nella discesa libera di Schladming, conclusa all'8º posto; nel corso degli anni nel massimo circuito internazionale conquistò cinque podi (quattro in discesa libera e uno in supergigante), senza alcuna vittoria. Il primo di questi fu il 3º posto conseguito il 12 gennaio 1992 nel supergigante di Garmisch-Partenkirchen, mentre l'ultimo, il 27 gennaio 2001 fu il 2º posto in discesa libera ottenuto ancora a Garmisch-Partenkirchen.
Tutta la carriera di Rzehak fu segnata dagli infortuni, avendo subito per tre volte lesioni ai legamenti del ginocchio ed essendosi rotto un pollice e la spalla. Ufficializzò il suo ritiro nella primavera 2004 e la sua ultima gara in carriera fu la discesa libera di Coppa del Mondo disputata a Kitzbühel il 22 gennaio 2004, chiusa da Rzehak al 15º posto. Non prese parte a rassegne olimpiche o iridate.

## Palmarès

### Mondiali juniores
- 2 medaglie:
  - 2 bronzi (discesa libera, supergigante a Madonna di Campiglio 1988)

### Coppa del Mondo
- Miglior piazzamento in classifica generale: 24º nel 1993
- 5 podi:
  - 4 secondi posti
  - 1 terzo posto

### Coppa Europa
- 3 podi (dati dalla stagione 1994-1995):
  - 1 vittoria
  - 1 secondo posto
  - 1 terzo posto

#### Coppa Europa - vittorie
| Data             | Località     | Paese    | Specialità |
| ---------------- | ------------ | -------- | ---------- |
| 21 dicembre 1999 | Sankt Moritz | Svizzera | DH         |

Legenda:

DH = discesa libera

### Campionati austriaci
- 6 medaglie[1]:
  - 4 argenti (discesa libera, supergigante nel 1990; discesa libera, supergigante nel 1995)
  - 2 bronzi (discesa libera, supergigante nel 2001)

### Campionati austriaci juniores
- 3 medaglie[1]:
  - 2 ori (combinata nel 1987; discesa libera nel 1988)
  - 1 bronzo (discesa libera nel 1987)